# Infiniti I
A série I, da Infiniti era constituída de sedãs-médios, baseados no Nissan Maxima.